# Brachymesia furcata
Brachymesia furcata is een libellensoort uit de familie van de korenbouten (Libellulidae), onderorde echte libellen (Anisoptera).
De wetenschappelijke naam Brachymesia furcata is voor het eerst geldig gepubliceerd in 1861 door Hagen.